# Voir dire

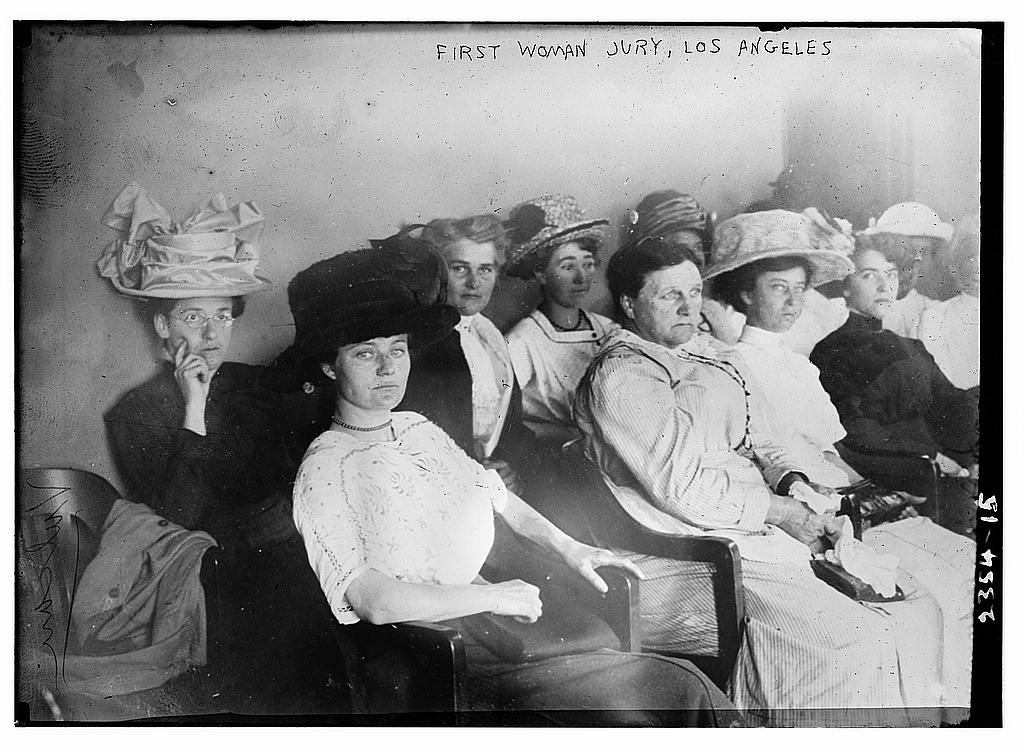
Première femme jurée, Los Angeles, 1911.

Voir-dire (prononcé /vwardi:r/) est une expression juridique utilisée au Canada, aux États-Unis et au Royaume-Uni dans différentes procédures liées à un procès devant un jury. Le terme vient de l'ancien français (dans sa variante dite Law French) voir, « vrai », et dire, « dire », littéralement « dire la vérité ».

## Droit par État

### Droit canadien
Dans la procédure pénale canadienne, un « voir-dire » est tenu pour faire déclarer admissibles certaines déclarations extrajudiciaires qui seraient autrement inadmissibles. Il s'agit d'un mini-procès dont l'objectif est de convaincre le juge que la déclaration extrajudiciaire est néanmoins admissible en vertu de critères de common law de nécessité et de fiabilité développés dans l'arrêt R. c. B. (K.G.).  Par exemple, si un accusé a fait une déclaration compromettante à un policier, on tiendrait un « voir-dire » pour s'assurer que la déclaration n'a pas été faite sous la contrainte et qu'elle est nécessaire à la preuve de culpabilité hors de tout doute raisonnable. Le « voir-dire » est requis aussi bien dans un procès devant juge seul que dans un procès devant jury.

### Droit américain
Aux États-Unis, le « voir-dire » désigne le processus par lequel un juré potentiel est interrogé sur ses antécédents judiciaires avant d'être choisi pour figurer dans le jury.
Il désigne également le processus par lequel les témoins experts sont interrogés sur leurs antécédents et leurs qualifications avant d'être autorisés à présenter leur témoignage d'opinion au tribunal.
Enfin, le processus du « voir-dire » peut être utilisé afin d'examiner les antécédents d'un témoin ou son aptitude à témoigner sur un sujet donné.

## Dans la fiction
Le film Mon cousin Vinny, lauréat d'un Oscar, comprend une scène représentant un voir-dire lors d'un procès.
La série Bull s'attache notamment au « voir-dire » lors des procès et à la façon dont celui-ci peut être orienté afin de sélectionner les jurés les plus favorables à la défense.